# Dušan Simović
Dušan Simović (in serbo: Душан Симовић; Kragujevac, 28 ottobre 1882 – Belgrado, 26 agosto 1962) è stato un generale e politico serbo naturalizzato jugoslavo.

## Biografia
Partecipò come ufficiale dell'esercito serbo alle guerre balcaniche e alla prima guerra mondiale.
Dopo la guerra fu uno dei principali artefici della nascita dell'aeronautica jugoslava e ne fu
il comandante in capo fino al 1938.
Fu il protagonista del putsch del 27 marzo 1941 quando mandò in esilio il principe Paolo e fece arrestare Dragiša Cvetković e Aleksandar Cincar-Marković, proclamando re il giovanissimo Pietro II di Iugoslavia. 
Assunse la carica di presidente del Consiglio e prese contatti con gli Alleati, incontrò il generale inglese John Dill e diede ai britannici l'illusione di poter avere  dalla loro parte la Jugoslavia, fino a quel momento decisamente schierata con le forze dell'Asse.
Quando le potenze dell'Asse decisero l'invasione della Jugoslavia il 6 aprile 1941, Simovic abbandonò il Paese con il re Pietro II e gli altri membri del suo governo. A Londra continuò a svolgere le funzioni di Presidente del Consiglio in esilio, fino al 16 gennaio 1942, quando si dimise. Fece ritorno in patria solo dopo la guerra e l'ascesa di Tito. 
Negli ultimi anni si dedicò alla stesura di libri di carattere militare.